# Э̇
Э̇ (minúscula: э̇; cursiva: Э̇ э̇) es una letra del alfabeto cirílico.
Es utilizado en el idioma tundra nenets.
| Carácter                    | Э                                  | Э                                  | э                                | э                                | ̇              | ̇              |
| --------------------------- | ---------------------------------- | ---------------------------------- | -------------------------------- | -------------------------------- | ------------- | ------------- |
| Nombre unicode              | CYRILLIC CAPITAL LETTER E WITH DOT | CYRILLIC CAPITAL LETTER E WITH DOT | CYRILLIC SMALL LETTER E WITH DOT | CYRILLIC SMALL LETTER E WITH DOT | COMBINING DOT | COMBINING DOT |
| Codificaciones              | Decimal                            | hex                                | dec                              | hex                              | dec           | hex           |
| Unicode                     | 1069                               | U+042D                             | 1101                             | U+044D                           | 775           | U+0307        |
| UTF-8                       | 208 173                            | D0 AD                              | 209 141                          | D1 8D                            | 204 135       | CC 87         |
| Numeric character reference | &#1069;                            | &#x42D;                            | &#1101;                          | &#x44D;                          | &#775;        | &#x307;       |